# Фрегаты типа «Тальвар»
Фрегаты типа «Тальвар» (проект 1135.6, по классификации НАТО — Talwar) — серия из шести многоцелевых фрегатов, построенных в России для ВМС Индии. Первые корабли индийского флота, построенные с применением стелс-технологий и оснащённые установкой вертикального пуска ракет. Три первых фрегата проекта были построены на Балтийском заводе в Санкт-Петербурге. Ещё три корабля этого класса были построены на ССЗ «Янтарь» в Калининграде.

## История
Проект фрегата, способного действовать в океанской зоне, разработан в инициативном порядке Северным проектно-конструкторским бюро на основе сторожевого корабля проекта 1135. Корабль создавался в расчёте на экспортные поставки. Первоначально планировалась постройка шести кораблей для ВМФ Индии, однако в конце 1990-х годов правительство Индии решило ограничиться тремя кораблями. Эти корабли вошли в состав ВМФ Индии в 2003 - 2004 годах.
В июле 2006 года правительство Индии заключило с российской стороной соглашение на постройку ещё трёх кораблей этого класса на заводе «Янтарь» в Калининграде. Стоимость контракта составила около 1,6 млрд. долларов. Эти корабли вошли в состав ВМФ Индии в 2012 - 2013 годах.
Дальнейшим развитием корабля стал проект 11356Р. Силовая установка российского фрегата выполнена по схеме COGAG, предусматривающей совместную работу на полном ходу всех четырех турбин, что улучшило ходовые качества корабля. Внесены изменения в состав бортового оборудования, а также вооружения. В октябре 2010 года завод «Янтарь» выиграл тендер на строительство трёх фрегатов этого типа для ВМФ России. Уже 18 декабря 2010 года произведена закладка на стапеле ССЗ «Янтарь» первого корабля этой серии «Адмирал Григорович». 8 июля 2011 года на заводе состоялась торжественная церемония закладки корпуса фрегата «Адмирал Эссен» - второго корабля серии. Третий корпус проекта «Адмирал Макаров» заложен 29 февраля 2012 года.
15 октября 2016 года по итогам переговоров Владимира Путина с Нарендрой Моди также были подписаны документы о производстве фрегатов проекта 11356.

## Конструкция

### Корпус и надстройка
Корпус с удлинённым полубаком, смешанным набором и усиленными продольными связями. Разделён водонепроницаемыми переборками на 13 отсеков. Более 80% длины корабля имеет двойное дно, где располагаются топливные цистерны. Корабль остаётся на плаву при затоплении любых трёх смежных отсеков. Корпус и надстройка выполнены из стали.
По сравнению со сторожевым кораблём проекта 1135 «Буревестник» подверглась значительным изменениям форма надводной части корпуса и надстройки, что позволило значительно уменьшить радиозаметность корабля для радаров противника. За счёт применения в качестве конструкционного материала стали вместо алюминиевых сплавов и размещения дополнительного вооружения, водоизмещение корабля увеличилось до 4000 тонн.

### Вооружение

#### Противокорабельные ракеты
Первые три фрегата серии вооружёны противокорабельным ракетным комплексом Club-N, состоящим из модуля установки вертикального пуска 3С-14 вместимостью до 8 ракет 3М54-ТЭ, и системы управления ЗР-14Н-11356. Разведка и наведение на цели осуществляется РЛС ЗЦ-25Э "Гарпун-Бал".
На трёх последующих кораблях ракеты Club заменяются сверхзвуковыми крылатыми ракетами «БраМос», которые размещаются в той же установке вертикального пуска.

#### Средства противовоздушной обороны
Основным средством ПВО фрегата является зенитный ракетный комплекс «Штиль 1» состоящий из однобалочной пусковой установки 3С90Э (по другим данным — МС-196), системы управления 3Р91Э1 и боезапаса из 24 зенитных ракет 9М317Э.
В качестве оружия самообороны установлены два модуля зенитного ракетно-артиллерийского комплекса 3Р87Э «Каштан» с системой управления 3Р86-1Э. Каждый модуль имеет 4 направляющих для зенитных ракет 9М311-1Э (боезапас одного модуля — 32 ракеты) и две скорострельные пушки 6К30ГШ с вращающимся блоком стволов. Кроме того, на корабле имеется 8 переносных зенитных ракетных комплексов «Игла-1Э».

#### Артиллерия
Фрегат вооружён 100 мм одноствольной артиллерийской установкой А-190Э с длиной ствола 60 калибров. Система управления — 5П-10Э «Пума». Боекомплект — 480 выстрелов.

#### Противолодочное оружие
Противолодочное вооружение состоит из двух двухтрубных 533-мм торпедных аппаратов ДТА-53-11356 с боекомплектом из 16 противолодочных торпед СЭТ-65Э и одного 12-ствольного 213-мм реактивного бомбомёта РБУ-6000 с боезапасом 48 реактивных глубинных бомб РГБ-60 или 48 противолодочных ракет 90Р комплекса РПК-8. Система управления противолодочным оружием — «Пурга-11356».

#### Авиация
Фрегат оборудован палубным ангаром для одного вертолёта Ка-27 или Ка-31. Имеется система принудительной посадки BEARTRAP.

#### Электронное оборудование
Основу боевых систем фрегата составляет информационно-управляющая система «Требование-М».
Главный обзорный радар — трёхкоординатная РЛС «Фрегат-М2ЭМ».
Навигационное оборудование включает две навигационных РЛС МР-212/201-1 и навигационную РЛС «Nucleus-2».
Система РЭБ состоит из комплекса АСОР-11356 и двух 10-ствольных 122-мм пусковых установок пассивных помех ПК-10.

#### Гидроакустическое оборудование
Гидроакустическое оборудование корабля состоит из внутрикорпусной ГАС APSOH и буксируемой ГАС SSN-137.

### Силовая установка
Газо-газотурбинная установка M7N.1E производства НПО «Зоря-Машпроект» состоит из четырёх газовых турбин и пяти редукторов, расположенных в двух машинных отделениях:
- В маршевом отделении размещаются две турбины экономического хода DS71 с двумя двухскоростными редукторами RO63 и вспомогательным редуктором R1063, позволяющим каждой турбине работать сразу на оба винта.
- В форсажном отделении размещаются две турбины полного хода DT59 и два односкоростных редуктора RO58.

Установка построена по схеме COGOG (с раздельной работой форсажных и маршевых двигателей). Наибольшая скорость полного хода 32 узла.
Характеристики турбин двигательной установки M7N.1E
| Тип  | Мощность (реверс), л.с.    | КПД, % | Частота, об/мин | Размеры, м      | Масса, т | Компрессор | Компрессор |
| Тип  | Мощность (реверс), л.с.    | КПД, % | Частота, об/мин | Размеры, м      | Масса, т | Ступени    | Сжатие     |
| ---- | -------------------------- | ------ | --------------- | --------------- | -------- | ---------- | ---------- |
| DS71 | (7350 КВт) 9993 (1500)     | 29–31  | 5130            | 3,4 × 1,7 × 2,4 | 3,7      | 8 + 9      | 16,6 : 1   |
| DT59 | (16 550 КВт) 22 501 (4500) | 28     | 3500            | 6.6 × 2.5 × 3.1 | 14       | 7 + 9      | 12,7 : 1   |

Электроснабжение обеспечивается четырьмя дизель-генераторами WCM 800/5 мощностью по 800 КВт каждый.

### Обитаемость и мореходность
Корабль рассчитан на боевые действия в условиях применения средств массового поражения. Оружие может быть использовано при волнении до 5 баллов.

## Состав серии
| Бортовой номер | Название | Значение названия | Верфь            | Заложен    | Спущен     | В составе ВМС | Состояние | Примечание               |
| -------------- | -------- | ----------------- | ---------------- | ---------- | ---------- | ------------- | --------- | ------------------------ |
| F40            | Talwar   | Меч               | Балтийский завод | 10.03.1999 | 12.05.2000 | 18.06.2003    | В строю   | Штатно несет 8 × Club-N  |
| F43            | Trishul  | Трезубец          | Балтийский завод | 24.09.1999 | 24.11.2000 | 25.06.2003    | В строю   | Штатно несет 8 × Club-N  |
| F44            | Tabar    | Топор             | Балтийский завод | 26.05.2000 | 25.05.2001 | 19.04.2004    | В строю   | Штатно несет 8 × Club-N  |
| F45            | Teg      | Сабля             | ССЗ «Янтарь»     | 27.07.2007 | 27.11.2009 | 27.04.2012    | В строю   | Штатно несет ПКР БраМос  |
| F50            | Tarkash  | Колчан            | ССЗ «Янтарь»     | 27.11.2007 | 23.06.2010 | 09.11.2012    | В строю   | Штатно несет ПКР БраМос. |
| F51            | Trikand  | Лук               | ССЗ «Янтарь»     | 11.06.2008 | 25.05.2011 | 29.06.2013    | В строю   | Штатно несет ПКР БраМос  |

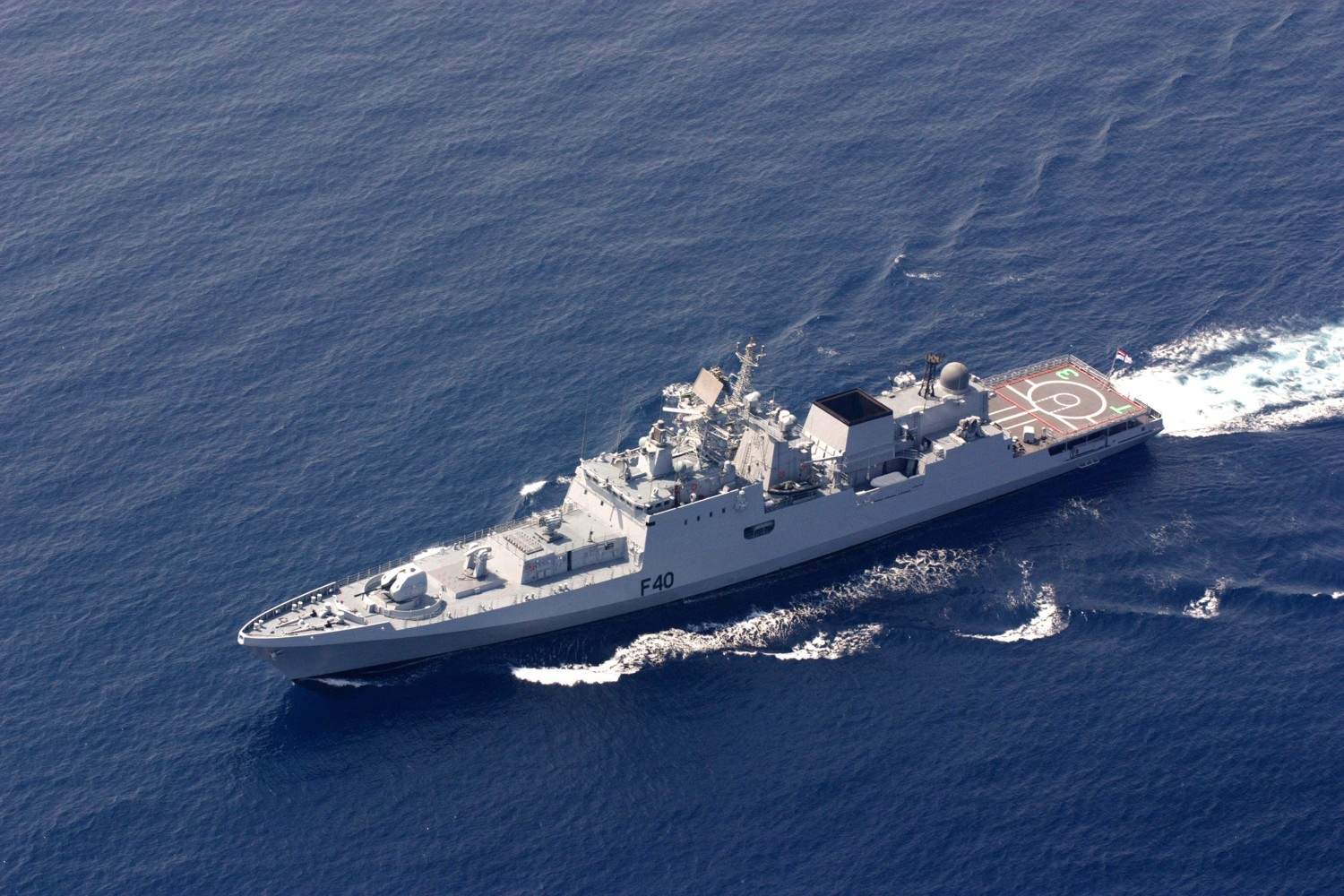
INS F40 «Talwar»
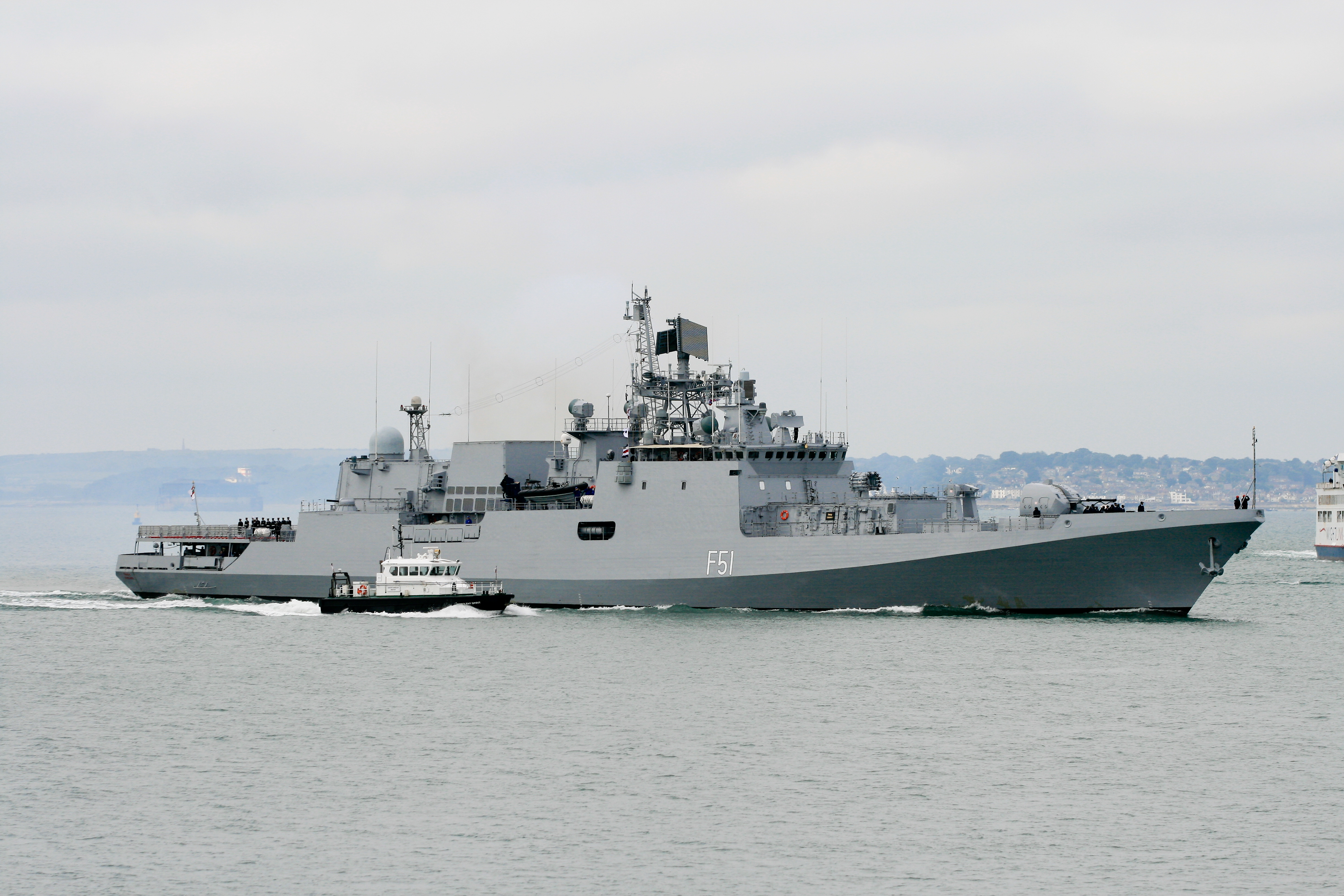
INS F51 «Trikand» в Портсмуте, 2013 год
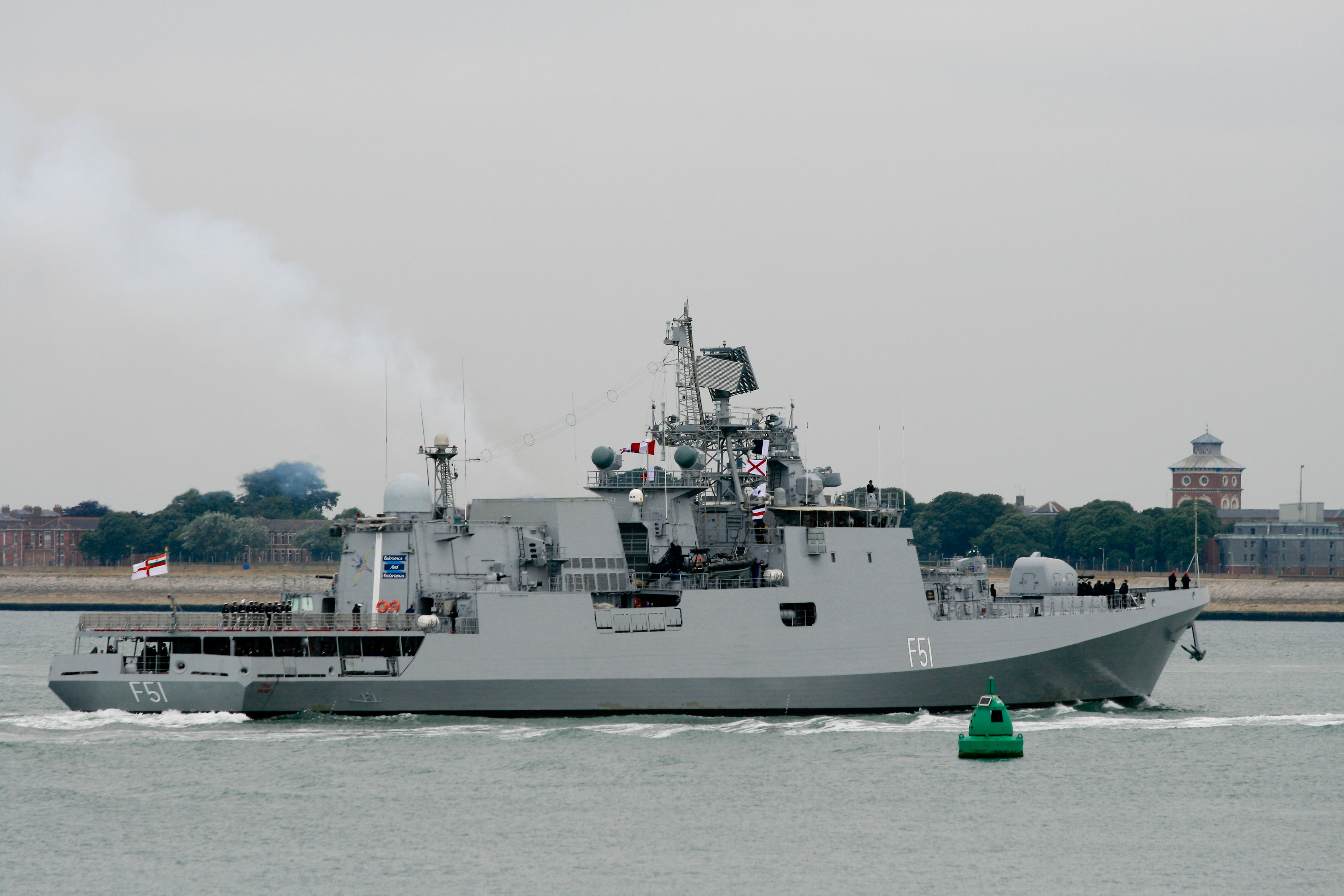
INS F51 «Trikand» там же, 2013 год (на фотографии видно, что вместо двух ЗРАК «Каштан» установлены две АУ АК-630)